# Вуков споменік (станція)

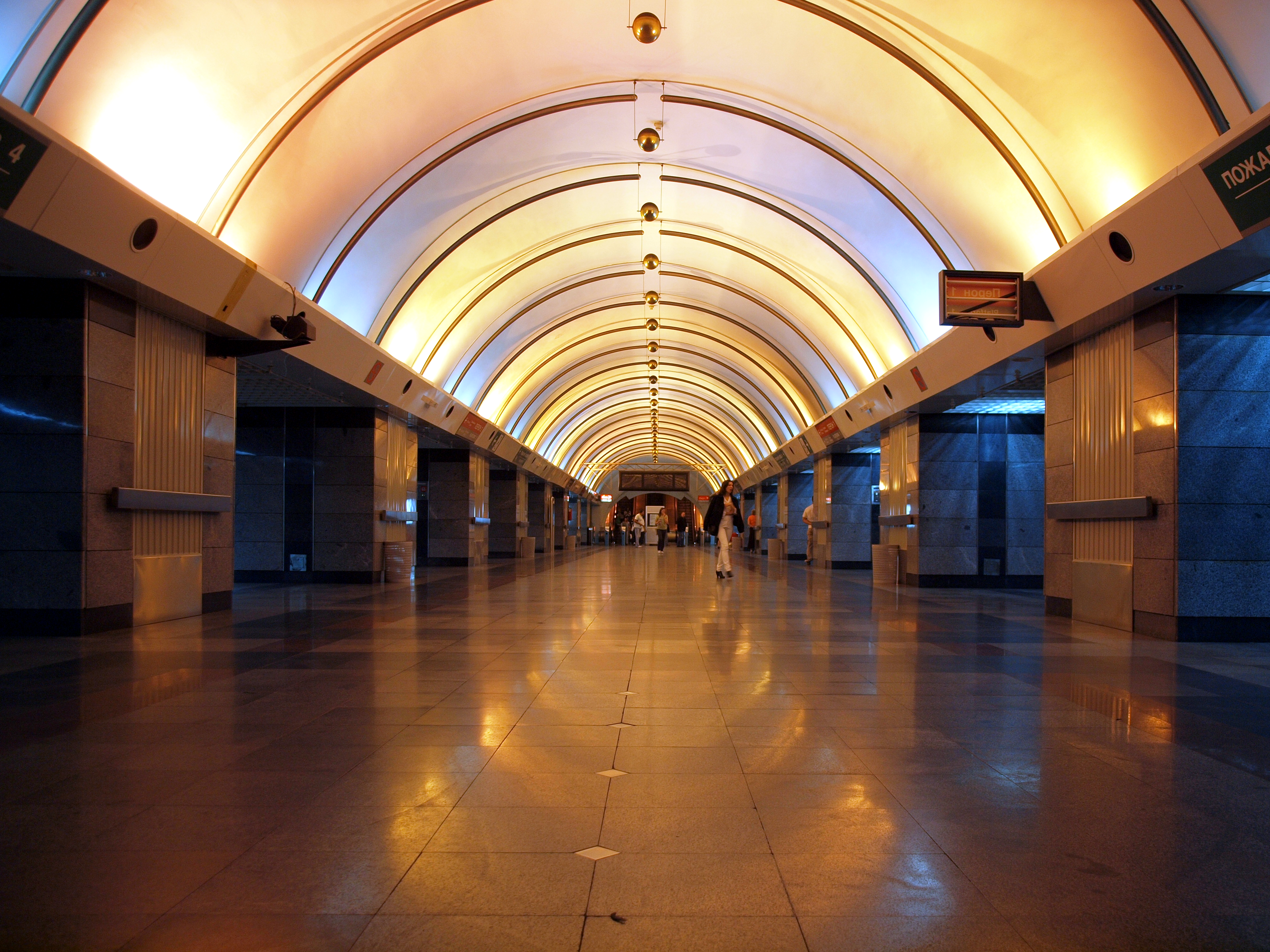
Підземна станція Вуков споменік

Вуков споменік — підземна залізнична станція в Звездарі, Белград, Сербія. Станція розташована в міському районі Вуков споменік, муніципалітет Звездара. Наступні станції за маршрутом залізниці — Караджорджев парк з однієї сторони, і Панчівський міст з іншої. Станція Вуков споменік має 2 залізничні колії.

## Галерея

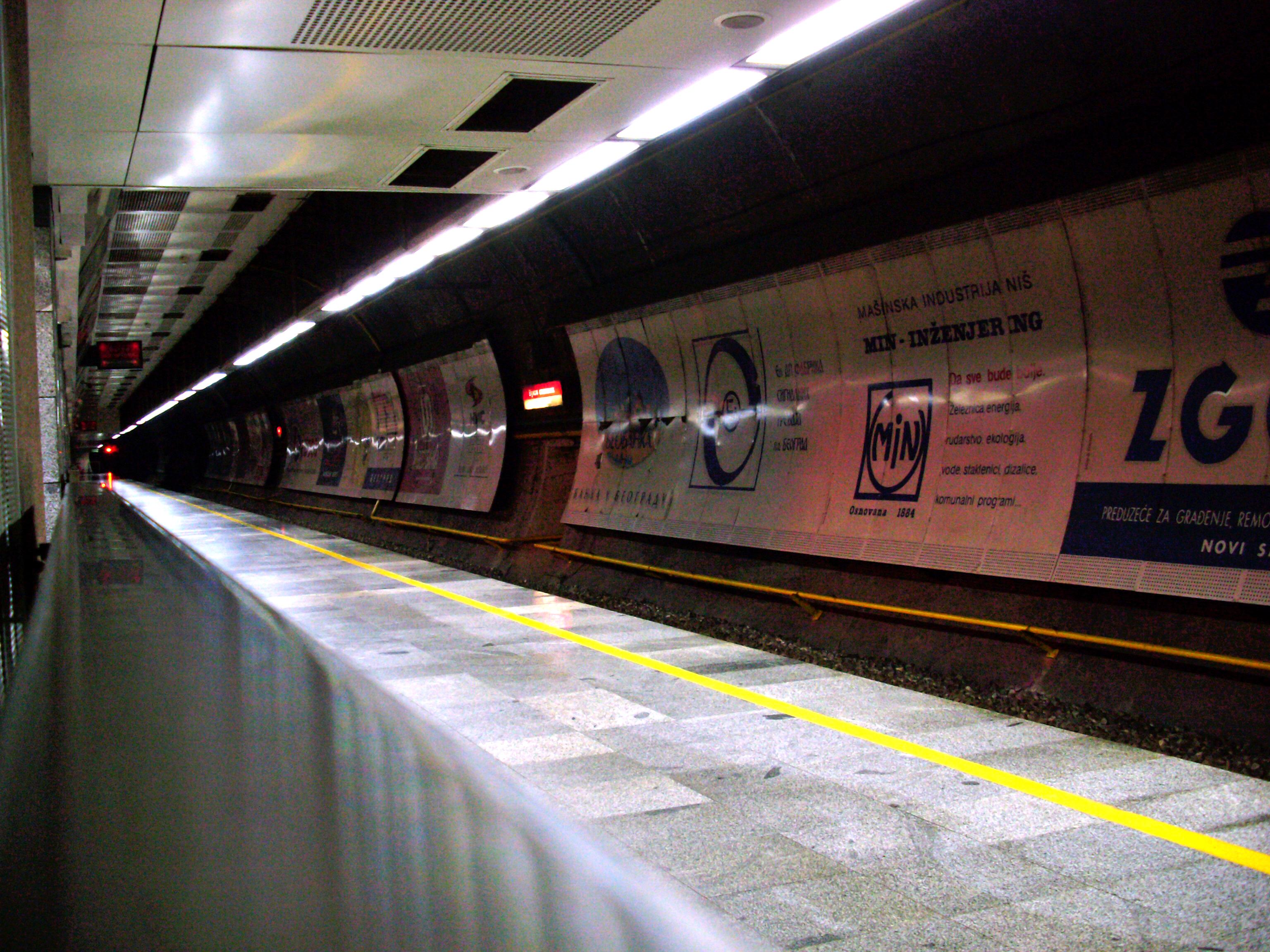
Vukov Spomenik 2
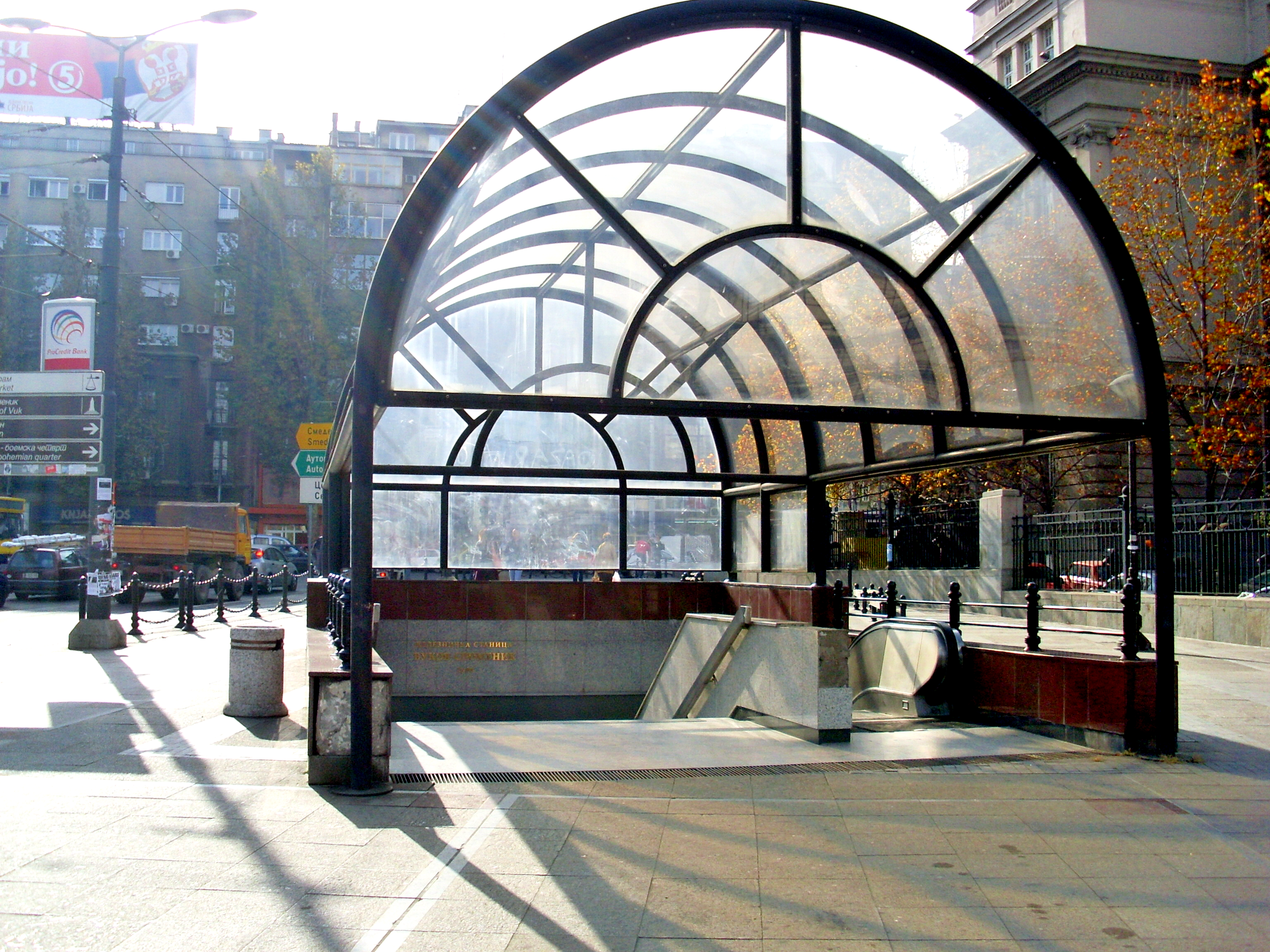
Vukov Spomenik 3
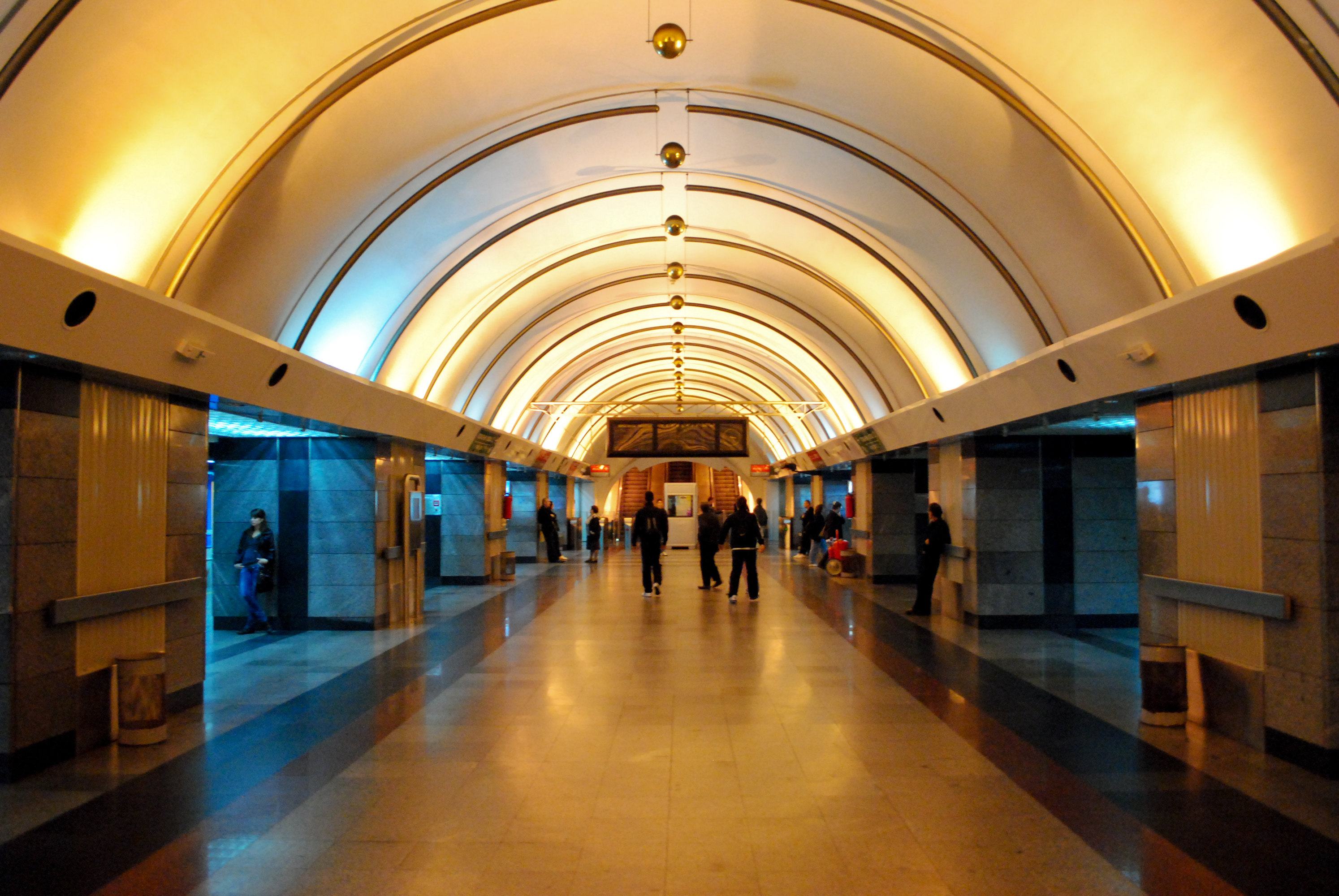
Vukov Spomenik 4